# 穆罕默德·耶尔德尔默什
穆罕默德·阿卜杜拉·耶尔德尔默什（土耳其語：Muhammed Abdullah Yıldırmış，2003年11月7日—），土耳其男子射箭运动员，2023年世界射箭锦标赛男子团体反曲弓银牌得主、2024年夏季奥林匹克运动会男子团体铜牌得主。